# 线鳍鲆属
线鳍鲆属（学名： Taeniopsetta）是鲽形目鮃科的一属，为小型的鮃，生长于印太海域水深150至300米（490至980英尺）处。

## 种
目前此属中有两种被确认的种：
- 眼斑線鰭鮃 Taeniopsetta ocellata (Günther, 1880)
- 夏威夷線鰭鮃 Taeniopsetta radula Gilbert（英语：Charles Henry Gilbert）, 1905